# Маріз Конде
Маріз Конде (фр. Maryse Condé, 11 лютого, 1937, Пуент-а-Пітр, Гваделупа — 2 квітня 2024, Апт, Воклюз) — французька письменниця, викладач та журналіст. Лауреат численних літературних премій, у тому числі Премії Нової Академії 2018 року.

## Нагороди
- Офіцер Ордена Почесного Легіону (2014)[13].
- Кавалер Ордена Почесного Легіону (2004)[14].
- Великий хрест Ордена «За заслуги» (2019)[15].
- Великий офіцер Ордена «За заслуги» (2011)[16].
- Командор Ордена «За заслуги» (2007)[17].
- Командор Ордена Мистецтв та літератури (2001).